# Milton n.º 292
Milton n.º 292 es un municipio rural canadiense situado en la provincia de Saskatchewan.

## Superficie
Milton n.º 292 tiene una superficie de 672,17 km².

## Demografía
En 2021, tenía 249 habitantes, una densidad poblacional de 0,4 hab./km², y 135 viviendas.